# Brycinus opisthotaenia
Brycinus opisthotaenia е вид лъчеперка от семейство Alestidae. Видът не е застрашен от изчезване.

## Разпространение
Разпространен е в Габон, Камерун и Република Конго.

## Описание
На дължина достигат до 12,8 cm.